# Paulina Sundin
Paulina Sundin, född 9 februari 1970 i Kristianstad, är en svensk tonsättare. Hon har studerat vid Uppsala universitet, Elektronmusikstudion och Kungliga Musikhögskolan i Stockholm. Hon har också disputerat vid University of Huddersfield – avhandlingen handlade om förhållandet mellan olika ljudspektra och skalor. För sin avhandling fick hon utmärkelsen ”Vice-Chancellor’s Award for an Outstanding Thesis” 2010.
Paulina Sundin komponerar framför allt elektroakustisk musik men även kammarmusik. Hon är sedan 2000 medlem i Föreningen svenska tonsättare.

## Verk
- Kontakt, elektroakustisk musik för dans (1992)
- -e, EAM (1993)
- Ekot av Smällen, musik för teater (1994)
- Inside Round, elektroakustisk filmmusik, tillsammans med Jens Hedman (1995)
- Bad, musik för video (1995)
- Brott, musik för video (1995)
- Fragment, musik för video (1995)
- Oh Tannenbaum, filmmusik (1995)
- Crisalida, EAM (1996)
- Ti Chor för saxofonkvartett och tape (1997)
- Li shin chuen, EAM (1998)
- Currents, EAM, tillsammans med Jens Hedman (1998)
  1. ”Traffic”
  2. ”Water”
  3. ”Nature”
  4. ”City”
- Com.Com, musik för dans-performance (1999)
- Reflections, EAM, tillsammans med Jens Hedman (1999)
- Mayfly, EAM (1999)
- 12, EAM, tillsammans med Jens Hedman (1999)
- Clandestine Parts, EAM (2000)
- Clandestine Part II, EAM (2001)
- Electroclips/Med lekande kval, EAM (2001)
- Within a Dream, EAM (2002)
- Öronblick, EAM och textil (2003)
  1. ”Utresa”
  2. ”Klotet”
  3. ”Joker”
- Klangstenen i Håga, EAM (2005/06)
- Improvisationer över Absence för liveelektronik, i samarbete med ISM-ensemblen (Carin Bartosch Edström, Catharina Backman, Claudia Müller och Mikael Marin) (2006)
- Improvisationer över Kristalliseringen för liveelektronik, i samarbete med ISM-ensemblen (2006)
- Taal Bundu för saxofonkvartett och tape (2006–09)
- Ytspänning för saxofonkvartett och stråkorkester (2010)
- Echo in Silence för slagverk, trombon och EAM (2010)
- Tertiary Frames för flöjt, oboe, basklarinett, altsax, slagverk, piano, violin och cello (2011)
- Colliding planes II, EAM, tillsammans med Monty Adkins (2012)
- Hörspel för 17 högtalare, EAM, tillsammans med Jens Hedman (2012)
- Shards för ljudande föremål, tillsammans med Monty Adkins (2012)
- Skärvor, EAM (2014)
- Emergence & Rondures för saxofonkvartett och liveelektronik, tillsammans med Monty Adkins (2015)
- Beyond Pythagoras III för saxofonkvartett och liveelektronik, tillsammans med Monty Adkins (2015)